# Clemens von Pirquet-Preis
Der Clemens von Pirquet-Preis ist ein von der Österreichischen Gesellschaft für Kinder- und Jugendheilkunde im Gedenken an Clemens von Pirquet vergebene Wissenschaftspreis. Unter der Präsidentschaft von Hans Asperger wurde die Vergabe 1967 beschlossen. Der Preis war zunächst mit 10.000 Schilling dotiert, später mit 30.000 Schilling, zuletzt mit 2.200 Euro. Der Preis wurde für „wissenschaftliche Leistungen auf dem Gebiet der Kinderheilkunde und ihrer Grenzgebiete“ ausgelobt. Die Vergabe ist auf Mitglieder der Gesellschaft beschränkt.

## Preisvergabe
Die Vergabe erfolgte zunächst durch eine Jury. „Über die Vergabe des Preises entscheidet ein Kuratorium, das sich aus dem jeweiligen Präsidenten der Österreichischen Gesellschaft für Kinder- und Jugendheilkunde als Vorsitzenden, drei Universitätsdozenten und zwei Vertretern anderer Kinder- und Jugendabteilungen zusammensetzt“ (§ 9 der Statuten des Clemens von Pirquet-Preises). Leitende Ärzte waren ausgeschlossen, jüngere Bewerber sollten bevorzugt werden, wenngleich es kein Alterslimit gab. Zunächst war eine jährliche Vergabe vorgesehen, ab 1976 alle 2 Jahre.
Ab dem Jahr 2013 wurden die Vergabekriterien geändert, mit dem Ziel eine objektive Vergabe zu ermöglichen. Nun soll dasjenige Mitglied der ÖGKJ ausgezeichnet werden, dessen wissenschaftliche Publikationen in den drei vorangegangenen Jahren die meisten Zitierungen erhalten haben. Als Referenz hierfür wird die Datenbank Web of Science herangezogen. Eine jährliche Vergabe ist angekündigt.

## Preisträger des Clemens von Pirquet-Preises
- 1968 E. Zweymüller
- 1969 H. Gleispach
- 1970 F. C. Sitzmann, Herbert Kaloud
- 1971 Leonhard Hohenauer
- 1972 L. Reinken
- 1974 Adolf Windorfer
- 1980 Arnold Pollak, Kurt Widhalm
- 1982 M. Zach, Johann Peter Guggenbichler
- 1984 B. Mangold
- 1986 Georg Simbruner, F. Haschke
- 1989 H. Vergesslich
- 1991 Ernst Eber
- 1993 Susanne Fang-Kircher
- 1995 B. Winklhofer-Roob
- 1996 Dieter Koller
- 1998 Josef Riedler
- 2000 Manfred Modl, Barbara Lubec
- 2002 Rachel Weitzdörfer
- 2006 Heinz Zotter
- 2012 Thomas Müller
- 2013 Gert Lubec
- 2015 Christina Peters[1]
- 2016 Barbara Kofler[2], Anna Gieras[3]
- 2017 Thomas Lion[4]
- 2018 Kaan Boztug[5]
- 2019 Andreas Janecke[6]
- 2020 Matthias Baumann[7]
- 2022 Florian Götzinger[8]
- 2023 Markus Seidel[9]
- 2024 Christine Bangert[10]